# Dolly Aldertonová
Dolly Aldertonová, narozena jako Hannah Alderton, (* 31. srpna 1988, Londýn) je britská novinářka a bývalá autorka sloupku o randění v Sunday Times.

## Raný život a vzdělání
Narodila se v kanadsko-britské rodině a vyrostla ve Stanmore. Na Exeterské univerzitě získala bakalářský titul v oboru „Drama a Angličtina“, pak na Londýnské univerzitě obdržela titul magistra v žurnalistice.

## Ocenění
Obdržela řadu ocenění, mezi něž patří například British Book Award za knihu Vše, co vím o lásce. Časopisem Forbes v roce 2016 zařazená mezi 30 talentů mladších 30 let.

## Knihy
- Everything I Know About Love. Penguin. 2019. ISBN 9780241982105 (Reissued "With a new chapter on everything I know at thirty")
- Ghosts: a novel. Fig Tree. 15 October 2020. ISBN 978-0241434543

České překlady
- Vše, co vím o lásce, Brno, MOBA 2020.
- Jsi tam?, Praha, Cosmopolis 2022